# Анадольська сільська рада (Волноваський район)
| Анадольська сільська рада — орган місцевого самоврядування у Волноваському районі Донецької області з адміністративним центром у с. Анадоль. Сільській раді були підпорядковані населені пункти: - с. Анадоль - с. Полкове |

## Склад ради
Рада складалася з 12 депутатів та голови.

## Керівний склад сільської ради
| ПІБ                          | Основні відомості                                                 | Дата обрання | Дата звільнення |
| ---------------------------- | ----------------------------------------------------------------- | ------------ | --------------- |
| Кіріязі Анастас Григорович   | Сільський голова, 1950 року народження, освіта, безпартійний      | 26.03.2006   | 31.10.2010      |
| Чернов Геннадій Анатолійович | Сільський голова, 1970 року народження, освіта вища, безпартійний | 31.10.2010   |                 |

Примітка: таблиця складена за даними джерела